# 四天國福音
《四天國福音》是一本已經失傳的新約次經，也可稱為偽經。如今此經書的內容大多是依據古代基督教教父著作中對它的描述和引用推測而來。從經文所闡述的祕傳宇宙論來看，它被認為是一本諾斯底主義經卷。整本經書很有可能是由耶穌與祂的宗徒之間的對話組成。

## 外部連結
- Schneemelcher, Wilhelm; Wilson, R. . Westminster John Knox Press. 2005: 356. ISBN 978-0-664-22721-0. （英文）